# Kärlekshotell

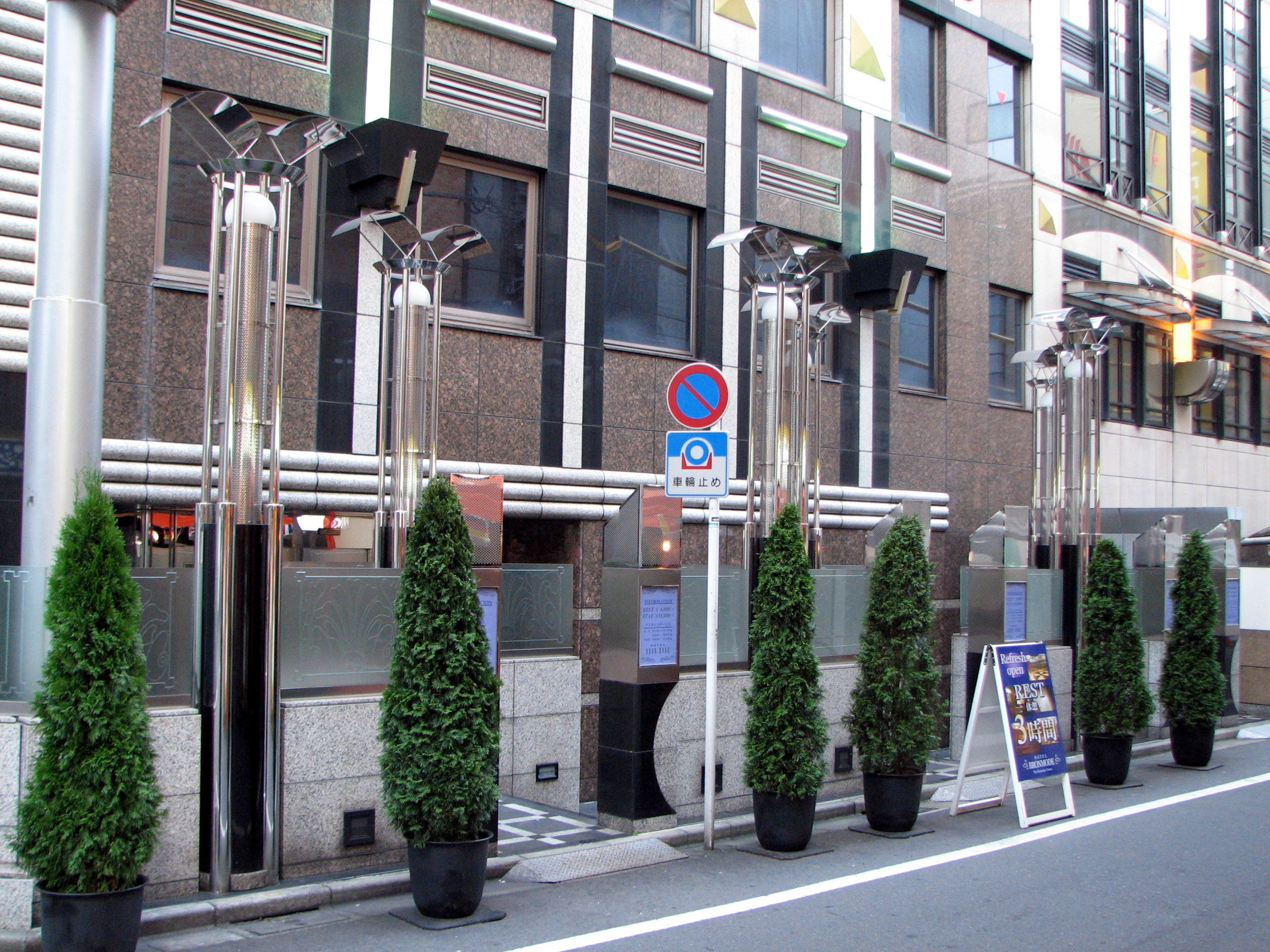
En del kärlekshotell har många olika ingångar, så kunderna kan komma och gå så ostört som möjligt.

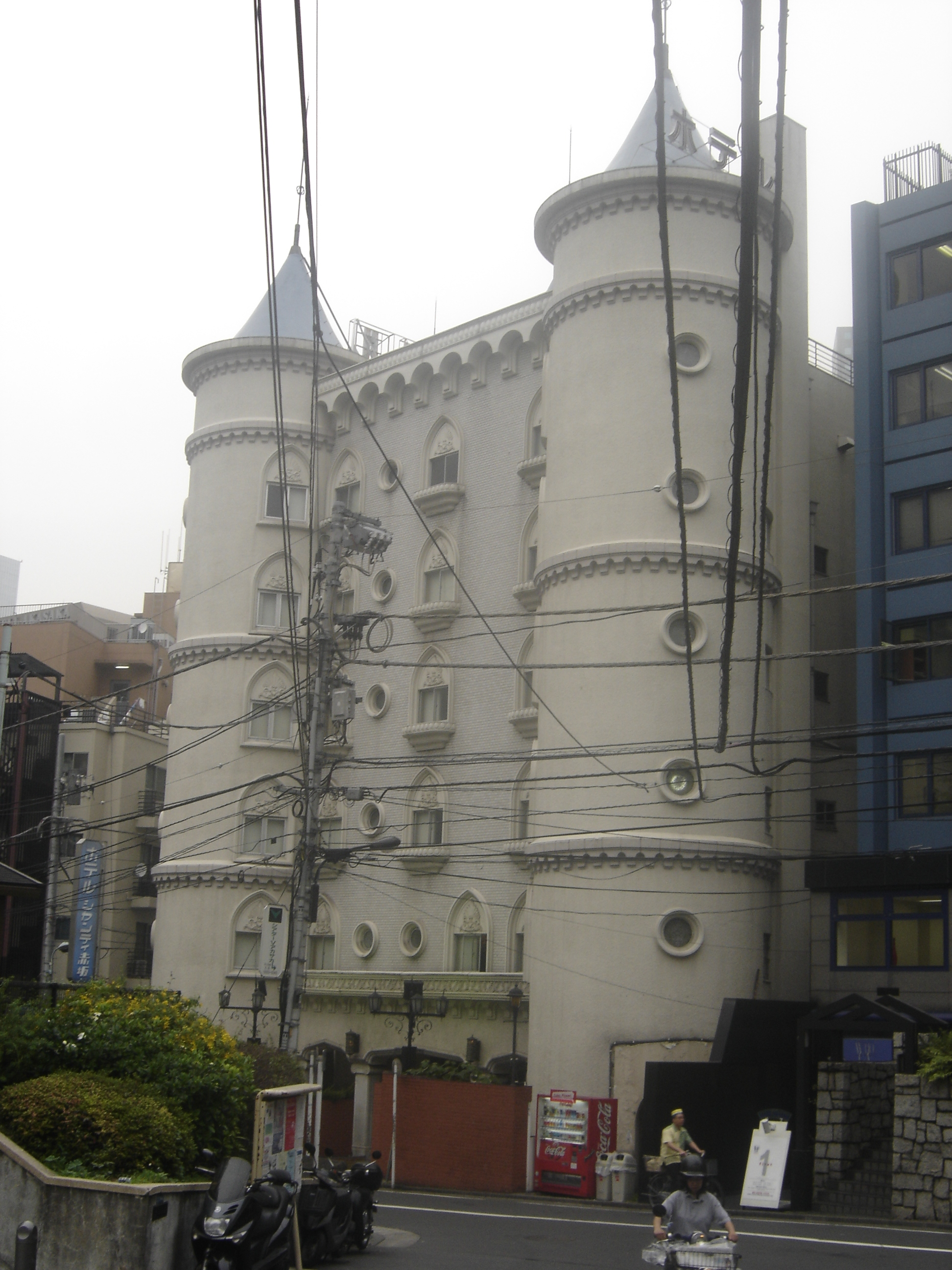
Kärlekshotell i Tokyo, formgivet som ett europeiskt slott.

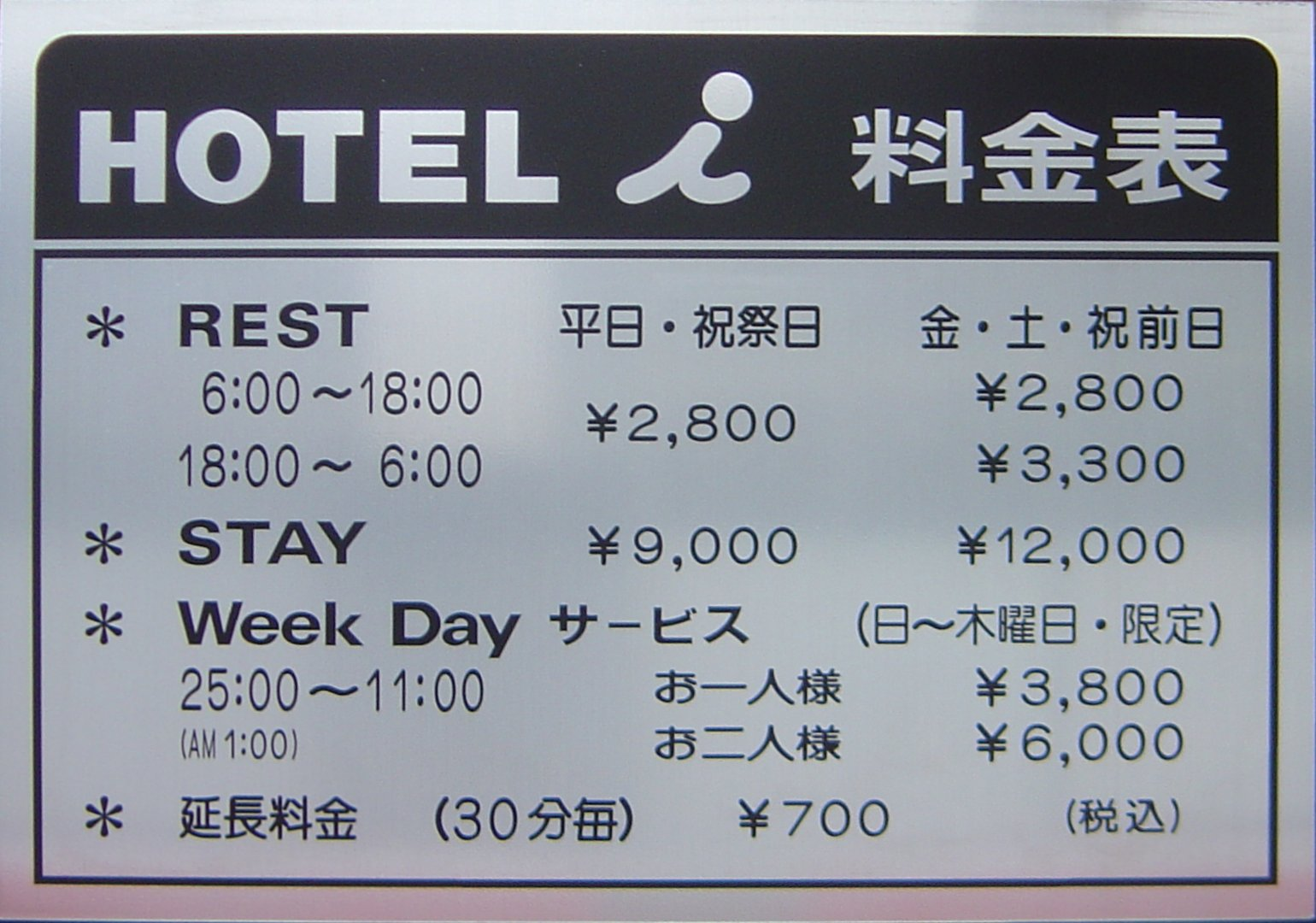
Skyltning för ett kärlekshotell i Shinjuku, Tokyo.

Ett kärlekshotell (engelska: love hotel) är en sorts hotell för kortvariga besök, speciellt anpassat för att ge (kärleks)par tillfälle till ostörd sexuell samvaro. Namnet härrör från Hotel Love i japanska Osaka, som byggdes 1968. Kärlekshotell är en stor industri i framför allt trångbodda tätortsområden i Japan och andra delar av Östasien.

## Särdrag
Kärlekshotell känns ofta igen på sin skyltning med hjärtan eller dylika symboler. Man erbjuder både rum för "vila" och för övernattningar. Tiden för "vila" kan variera men varierar i regel från en till tre timmar. Rummen går oftast inte att boka i förväg, och den som lämnar hotellet antas också lämna rummet för gott. Övernattningstaxan är ofta tillgänglig först efter klockan 22.00. Hotellen kan även användas av prostituerade och deras kunder.
Ingångarna till hotellen är diskret placerade och kommunikationen med personalen minimeras. Rummen kan ofta väljas via knapptryckningar och räkningen betalas via betalautomater. Billigare hotell kan ha en enkel inredning, medan dyrare kärlekshotell kan ha inredning med anime-figurer, roterande sängar, takspeglar eller karaokeanläggningar. I vissa fall kan de ha speciell ljussättning eller utformas som ett källarvalv, exempelvis med sadomasochistiska tillbehör.
Den här sortens hotell är ofta vanliga i områden nära järnvägsstationer, motorvägar eller industriområden. Men en del av de kärlekshotell som byggts under senare tid ser ut som vanliga ordinära byggnader och utmärker sig mest av att ha små täckta fönster eller till och med sakna fönster.

## Kärlekshotell i olika länder

### Japan
Historien om Japans love hotels (japanska: ラブホテル?, rabu hoteru) går tillbaka till den tidiga Edoperioden. Då började man i Edo och Kyoto bygga inrättningar som på ytan var värdshus eller tehus, fast med diskret placerade dörrar – i vissa fall ingångar genom tunnlar. Moderna kärlekshotell växte fram ur tesalongerna – (japanska: chaya?, 茶屋) – som både nyttjades av prostituerade och deras kunder men även av älskande par. Efter andra världskriget anammades termen tsurekomi yado (japanska: 連れ込み宿?, ta-med-dig-värdshus), till en början för enkla övernattningsställen i familjeregi. De dök först upp runt Ueno nära Tokyo, bland annat orsakat av de stora amerikanska ockupationsstyrkorna som var förlagda i området. Efter 1958 kom en veritabel boom, när prostitutionen kriminaliserades och den verksamheten tvangs gå under jorden. Den ökande bilismen under 1960-talet gjorde också att "motell" blev allt vanligare.
Det ursprungliga namnet love hotel för inrättningarna är idag ett utslitet begrepp, och dagens hotellinnehavare använder istället "fräschare" benämningar som romance hotel, fashion hotel, leisure hotel, amusement hotel, couples hotel och boutique hotel – eller motsvarigheter på japanska.

### Andra länder
Andra länder som har en tradition med kärlekshotell är Sydkorea (vanligt sedan mitten av 1980-talet), Thailand (sedan 1930-talet), Singapore, Taiwan och Hongkong. Konceptet existerar också i delar av Central- och Sydamerika Exempel finns även från USA, Kanada, Nya Zeeland, Australien och Sverige.

## Ekonomin
Kärlekshotellindustrin i Japan uppskattas årligen omsätta mer än 4 biljoner (4 000 miljarder) yen, motsvarande 300 miljarder kronor. Årligen beräknas Japans 37 000 kärlekshotell få mer än 500 miljoner besök.